# 泰高
泰高（德語：Tegau）是德国图林根州的一个市镇。总面积7.15平方公里，总人口404人，其中男性192人，女性212人（2011年12月31日），人口密度57人/平方公里。